# پیا وورتزبچ
پیا وورتزبچ (به انگلیسی: Pia Wurtzbach) (زاده ۲۴ سپتامبر ۱۹۸۹) بازیگر، مدل و ملکه زیبایی فیلیپینی-آلمانی است.
او به نمایندگی از فیلیپین در مسابقات دوشیزه جهان در سال ۲۰۱۵ شرکت کرد و برنده شد.